# Věžky (ort i Tjeckien, Zlín)
Věžky är en ort i Tjeckien.   Den ligger i regionen Zlín, i den östra delen av landet, 230 km öster om huvudstaden Prag. Věžky ligger 281 meter över havet och antalet invånare är 353.
Terrängen runt Věžky är huvudsakligen platt, men åt sydväst är den kuperad. Runt Věžky är det ganska tätbefolkat, med 100 invånare per kvadratkilometer. Närmaste större samhälle är Kroměříž, 8,2 km öster om Věžky. Trakten runt Věžky består till största delen av jordbruksmark.